# آستودییو
آستودییو (به اسپانیایی: Astudillo, Palencia) یک شهرستان در اسپانیا است که در El Cerrato, Tierra de Campos واقع شده‌است.

## خصوصیات
آستودییو ۱۲۲٫۹۵ کیلومترمربع مساحت دارد ۷۸۰ متر بالاتر از سطح دریا واقع شده‌است.